# Windowlicker
Albums de Aphex Twin
(Richard D. James)
Come to Daddy
(1997) Drukqs
(2001)
Windowlicker est un maxi d'Aphex Twin sorti en 1999 sur le label Warp. Il s'agit du maxi le plus vendu d'Aphex Twin. Le clip de Windowlicker a été réalisé par Chris Cunningham. On peut trouver un calendrier issu du making of du clip.
Le morceau Windowlicker (End-roll Version) chez WARP/Warner Music (import japonais) est inclus à la fin du clip de Windowlicker pendant le déroulement des crédits.
Un visage s'affiche lorsque le deuxième morceau est joué sur ordinateur par un logiciel de traitement complet de signal audio qui visualise les ondes du son (sound waves) avec le spectrographe qui permet de visualiser le spectre du son (sound spectrum).
Considéré comme l'un des morceaux de musique électronique les plus influents des années 1990, le single Windowlicker est classé à la douzième place du top 200 des titres des années 1990 par le webzine Pitchfork.

## Clip
Le clip de Windowlicker a été réalisé par Chris Cunningham, habitué de Warp (Autechre, Squarepusher).
La version longue (10 minutes) comporte un générique qui n'est pas montré dans la version courte (bleeped). Une VHS est sorti avec les deux versions. La version bleeped n'est disponible en DVD que sur The Work of Director Chris Cunningham, de la collection Director's label (Michel Gondry, Spike Jonze, Anton Corbijn, Mark Romanek, Jonathan Glazer et Stéphane Sednaoui) qui contient également la version originale de Windowlicker, Come to Daddy, Monkey Drummer, Flex (dans une version tronquée et raccourcie) et les clips pour Warp.

## Liste des morceaux
Windowlicker - WAP105CD :
1. Windowlicker — 6:07
2. {\displaystyle \Delta M_{i}^{-1}=-a\sum _{n=1}^{N}D_{i}\left[n\right]\left[\sum _{j\in \mathbb {C} \{i\}}F_{ij}\left[n-1\right]+F\operatorname {ext} _{i}\left[n^{-1}\right]\right]} — 5:47
  - en HTML : ΔMi−1 = −aΣn=1NDi[n] [Σj∈ℂ{i}Fij[n − 1] + [Fexti[n−1]\;] — 5:47
3. Nannou — 4:13

Windowlicker - WAP105CDR :
1. Windowlicker (Original Demo) — 2:39

+ vidéo clip en petit format
Windowlicker (promo) - WAP105CDR :
1. Windowlicker (Radio Edit) — 5:15

Windowlicker - WARP/Warner Music (Import Japonais) :
1. Windowlicker — 6:04
2. {\displaystyle \Delta M_{i}^{-1}=-a\sum _{n=1}^{N}D_{i}\left[n\right]\left[\sum _{j\in \mathbb {C} \{i\}}F_{ij}\left[n-1\right]+F\operatorname {ext} _{i}\left[n^{-1}\right]\right]} — 6:13
  - en HTML : ΔMi−1 = −aΣn=1NDi[n] [Σj∈ℂ{i}Fij[n − 1] + [Fexti[n−1]\;] — 6:13
3. Nannou — 4:22
4. Windowlicker (Demo Version) — 1:57
5. Windowlicker (End-roll Version) — 1:07
6. {\displaystyle \Delta M_{i}^{-1}=-a\sum _{n=1}^{N}D_{i}\left[n\right]\left[\sum _{j\in \mathbb {C} \{i\}}F_{ij}\left[n-1\right]+F\operatorname {ext} _{i}\left[n^{-1}\right]\right]}(Early Version Edit) -- 1:46
7. Mangle 11 -- 5:54

Windowlicker - Sire Records Company 35007-2 (CD Maxi) :
1. Windowlicker — 6:07
2. {\displaystyle \Delta M_{i}^{-1}=-a\sum _{n=1}^{N}D_{i}\left[n\right]\left[\sum _{j\in \mathbb {C} \{i\}}F_{ij}\left[n-1\right]+F\operatorname {ext} _{i}\left[n^{-1}\right]\right]} — 5:47
  - en HTML : ΔMi−1 = −aΣn=1NDi[n] [Σj∈ℂ{i}Fij[n − 1] + [Fexti[n−1]\;] — 5:47
3. Nannou — 4:13

+ vidéo clip en grand format et le calendrier

## Autour du singleWindowlicker
En 2017, Richard James a, pour la première fois, autorisé l'utilisation d'un de ses titres, en l'occurrence Windowlicker, dans le cadre d'une campagne en faveur de la sécurité routière au Royaume-Uni.
Windowlicker a été utilisé dans le film Climax de Gaspar Noé lors d'une scène de démence interprétée par Sofia Boutella. Son utilisation est due à la volonté du réalisateur d'inclure dans son film plusieurs morceaux cultes et célèbres de la pop et de la musique  électronique des années 1980 et 1990[réf. souhaitée].